# Pitthea
Pitthea là một chi bướm đêm thuộc họ Geometridae.

## Hình ảnh

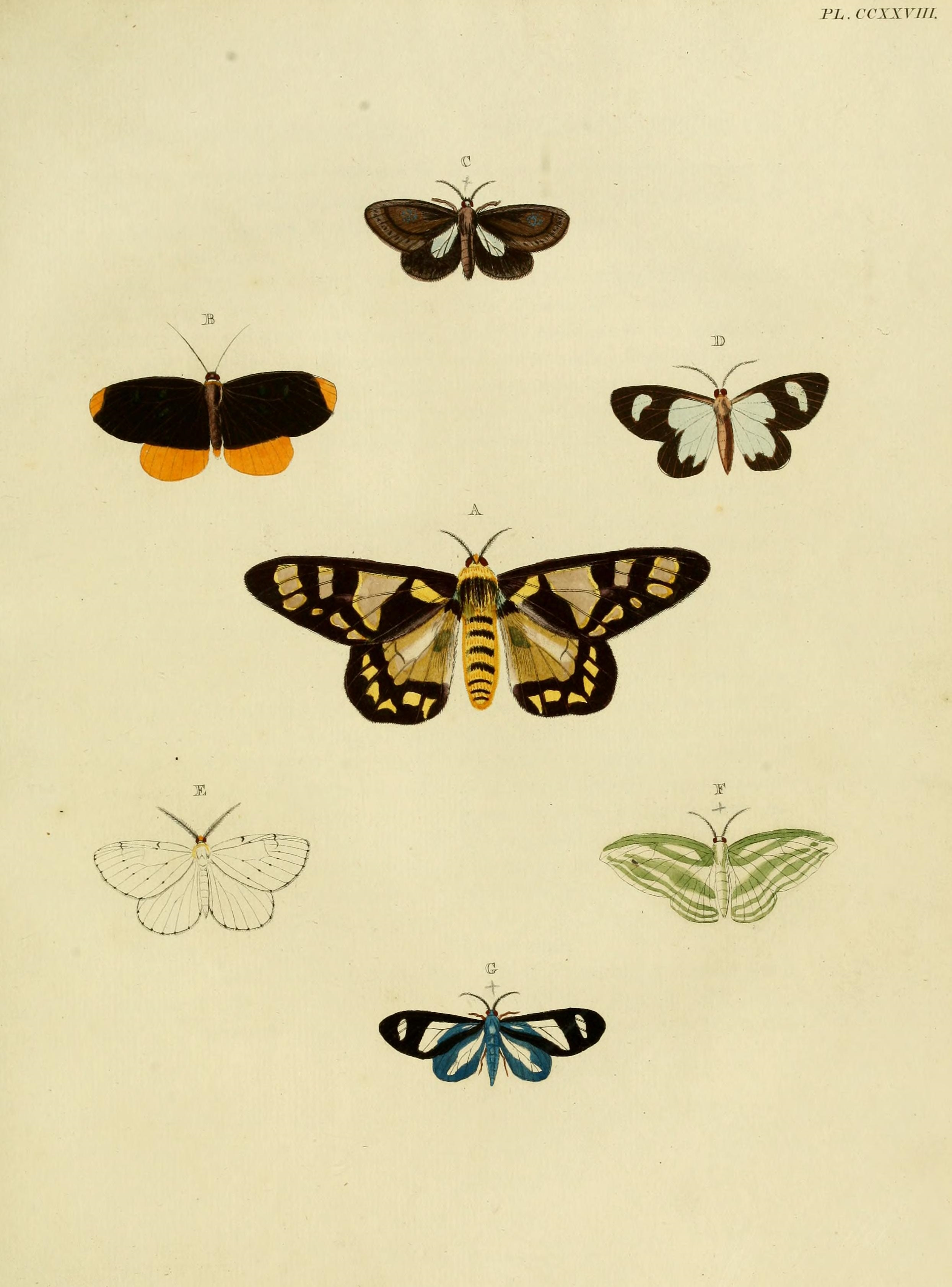